# Katiba
Die Katiba (arabisch كتيبة, DMG Katība) ist ein ehemaliger Militärkomplex in der Innenstadt von Bengasi in Libyen. Er wurde im Zuge des Aufstands in Libyen im Februar 2011 von Aufständischen gestürmt und geplündert.
In dem weitläufigen Areal, das Militär-, Geheimdienst- und Gefängnisanlagen einschloss, befand sich auch ein Beduinenzelt des damaligen Staatschefs Muammar al-Gaddafi.
Die Eroberung des Geländes im Februar 2011 durch Aufständische dauerte fünf Tage. Nach deren Angaben verteidigten sich dort Elitesoldaten und afrikanische Söldner mit Hilfe von Flugabwehrgeschossen und Panzerfäusten. Bei den Kämpfen starben 350 Menschen; etwa tausend wurden verletzt. Der entscheidende Durchbruch gelang den Aufständischen am 20. Februar 2011, als sie schwere Waffen und Verstärkung aus al-Bayda und anderen östlich von Bengasi gelegenen Städten erhielten.
Ein Selbstmordattentäter fuhr am gleichen Tag mit einem sprengstoff-gefüllten Auto vor das Nordtor und sprengte sich und das Auto dort in die Luft. Aufständische konnten anschließend dort eindringen. Der Fahrer des Wagens wurde anschließend in Bengasi als Märtyrer verehrt.
Das Areal war als Foltergefängnis bekannt. Im Zuge der Eroberung durch die Aufständischen wurden dutzende Gefangene befreit, die teilweise seit Jahren in unterirdischen, nur mit einem Luftrohr versehenen Betonräumen ohne Türen eingesperrt gewesen sein sollen.